# Marta Harnecker
Marta Harnecker (Santiago del Cile, 1937 – Vancouver, 14 giugno 2019) è stata una giornalista, scrittrice, psicologa, sociologa e intellettuale marxista cilena, focalizzata sull'analisi del movimento operaio e sulla preparazione di un'abbondante documentazione formativa. Consigliere del governo socialista di Cuba e collaboratrice dei movimenti di classe sociale in America Latina, ha partecipato attivamente al governo di Salvador Allende tra il 1970 e il 1973 ed è stata consigliere del presidente venezuelano Hugo Chávez tra il 2002 e il 2006.

## Biografia
Nata nel 1937 da una famiglia di immigrati austriaci, fu attiva nel cattolicesimo durante la sua giovinezza. Studiò psicologia all'Università Cattolica del Cile nel 1962 Fece parte dell'Azione Cattolica ma iniziò ad allontanarsi dal cattolicesimo militante quando cominciò a studiare psicologia all'Università Cattolica del Cile. Nel 1962 ottenne una borsa di studio per studiare in Francia con Paul Ricoeur e Louis Althusser. In quel periodo abbandonò totalmente le sue origini religiose a favore del socialismo.
Al suo ritorno in Cile nel 1968, insegnò  Materialismo storico ed Economia politica alla facoltà di  Sociologia dell'Università del Cile e diventò direttrice della rivista politica Chile Hoy. Si unì anche al Partito Socialista del Cile, dal 1970 al 1973 collaborò in maniera attiva con il governo di Salvador Allende ma imase anche delusa dal carattere estremamente teorico delle discussioni tra i vertici del partito decidendo alla fine di riorientare i suoi sforzi verso la formazione marxista degli operai e dei contadini. Le sue esperienze in questo impegno sono state sintetizzate nelle sue opere di diffusione marxista.
Dopo il colpo di stato cileno del 1973 contro il presidente Allende, fu costretta all'esilio e visse a Cuba fino alla morte del suo primo marito, Manuel Piñeiro. Mentre viveva a Cuba, Harnecker fondò a L'Avana l'istituto di ricerca Memoria Popular Latinoamerica (MEPLA) e continuò a scrivere. In seguito diventò direttrice del Centro Internazionale Miranda di Caracas, città in cui si stabilì ed in cui fu consigliere del presidente del Venezuela  Hugo Chávez tra il 2002 e il 2006.  Nel 2004 sposò l'economista canadese Michael A. Lebowitz.
I suoi libri Elementary Concepts of Historical Materialism e Popular Education Notebooks sono stati ampiamente utilizzati dai partiti comunisti e dalle organizzazioni sindacali nei paesi di lingua spagnola per la formazione dei loro militanti durante gli anni '70 e successivi. Dal 1996 è stata attiva collaboratrice di Rebelión, dove sono disponibili le sue opere complete (ottantadue libri).
È morta di cancro il 15 giugno 2019 a Vancouver all'età di 82 anni.

## Vita privata
Si è sposata due volte. La prima a L'Avana con Manuel Piñeiro (1975-1998), capo degli organi di sicurezza di Cuba. Hanno avuto una figlia, Camila Piñeiro. Successivamente sposò l'economista marxista Michael Lebowitz (2004-2019), residente in Canada. Harnecker ha diviso il suo tempo tra questo paese, L'Avana, dove vive sua figlia, e Caracas, dove ha continuato ufficialmente a vivere e dove ha ricevuto il Premio Libertador per il Pensiero Critico, il 15 agosto 2014. 

## Pubblicazioni
Harnecker ha scritto oltre 80 libri, tra cui The Basic Concepts of Historical Materialism e The Left after Seattle. I suoi libri più recenti, tra cui Hugo Chavez Frias: Un hombre, un pueblo, Venezuela: Militares junto al pueblo e Venezuela: una revolución sui generis, riflettevano il suo sostegno alla rivoluzione in Bolivia. Il 15 agosto 2014, Harnecker ha ottenuto il Liberator's Prize for Critical Thought 2013 per il suo libro A World To Build, pubblicato in inglese nel gennaio 2015.

### Opere selezionate
- A World to Build (Un mondo da costruire), Monthly Review Press, 2015 ISBN  978-1-58367-467-3 .
- Ideas for the Struggle (Idee per la lotta), 2010, serie di opuscoli sugli interventi socialisti.
- Haciendo posible lo imposible: La izquierda en el umbral del siglo XXI, Siglo Veintiuno Editores, 1999 ISBN 968-23-2187-5
- América Latina, izquerda y crisi attuale: Izquierda y crisi attuale, Siglo Veintiuno Editores, 1990 ISBN 968-23-1635-9
- La Revolución Social: Lenin y América Latina , Siglo Veintiuno Editores, 1986 ISBN 968-23-1385-6